# Stachys choruhensis
Stachys choruhensis là một loài thực vật có hoa trong họ Hoa môi. Loài này được Kit Tan & Sorger miêu tả khoa học đầu tiên năm 1987.